# Zastów
Zastów – wieś w Polsce położona w województwie małopolskim, w powiecie krakowskim, w gminie Kocmyrzów-Luborzyca.
W latach 1975–1998 miejscowość administracyjnie należała do województwa krakowskiego. 1 stycznia 2013 r. fragment wsi Zastów o powierzchni 4,63 ha został włączony do Krakowa.
Na obrzeżach wsi znajduje się stacja kolejowa Zastów.